# انقلاب صنعتی چهارم
انقلاب صنعتی چهارم یا صنعت ۴٫۰ به تغییرات سریع فناوری، صنایع و الگوهای اجتماعی و عملیاتی که در طی قرن ۲۱ به منظور افزایش اتصال‌های متقابل و اتوماسیون هوشمند فراگیر شده‌است، اشاره دارد.
این لغت برای اولین بار توسط بنیان‌گذار و مدیر اجرایی مجمع جهانی اقتصاد، کلاوس شواب استفاده شد. او ادعا می‌کند که این تغییراتی که شاهدش هستیم فراتر از پیشرفت‌هایی در زمینه بهینه‌سازی است و تحولی را در سرمایه‌داری صنعتی نشان می‌دهد. بخشی از این تغییرات صنعتی حاصل به‌کارگیری فناوری‌هایی مانند هوش مصنوعی، ویرایش ژن تا رباتیک پیشرفته است. این فناوری‌ها مرز بین دنیای فیزیکی، دیجیتال و بیولوژیکی را از بین می‌برد.
در همین دوران، تغییراتی بنیادی در زمینه چگونگی تولید و عملکرد زنجیره عرضه از طریق اتوماسیون فرآیندهای تولید سنتی و روش‌های صنعتی، استفاده از فناوری‌های مدرن هوشمند، ارتباطات گسترده ماشین به ماشین و اینترنت اشیا رخ داده‌است. این یکپارچه سازی اتوماسیون را افزایش داده، ارتباطات و خودنظاری را بهبود داده و استفاده از ماشین‌های هوشمندی که بتوانند مسائل را بدون دخالت انسان تحلیل و شناسایی کنند را تسهیل کرده‌است.
این انقلاب همچنین نمایانگر یک تغییر سیاسی، اجتماعی و اقتصادی است که ما را از دوره دیجیتال اواخر دهه ۱۹۹۰ و اوایل قرن ۲۰ام به دوره اتصالات تعبیه شده می‌برد که بوسیله رایج بودن استفاده فناوری در جامعه شناسایی می‌شود. این تغییرات درک ما دنیای اطرافمان را تغییر می‌دهد.

## تاریخچه

### اولین انقلاب صنعتی
مشخصه اصلی اولین انقلاب صنعتی تغییرات تولیدات دستی به ماشینی با بهره‌مندی از ماشین بخار و آب است. پیاده‌سازی فناوری‌های جدید بسیار زمان‌بر بود و شامل بازه زمانی ۱۷۶۰ تا ۱۸۴۰ در اروپا و آمریکا می‌شود. تأثیرات این انقلاب بر صنعت تولید پارچه بسیار چشمگیر بود. این تغییرات را در صنایع دیگری مانند معدن و کشاورزی هم می‌توانیم ردیابی کنیم.

### انقلاب صنعتی دوم
انقلاب صنعتی دوم که با نام انقلاب فناوری نیز شناخته می‌شود، در سال‌های ۱۸۷۱ تا ۱۹۱۴ اتفاق افتاد و نتیجه آن خطوط راه‌آهن و شبکه‌های تلگراف بود که تبادل سریع‌تر مردم و ایده‌ها را امکان‌پذیر کرد. اختراع الکتریسیته در این بازه زمانی، به کارخانه‌ها امکان گسترش خطوط تولید مدرن را داد. در این دوره اقتصاد رشد سریعی داشت و بهره‌وری افزایش یافت. انقلاب صنعتی دوم مشکلاتی را هم برای جامعه در پی داشت مانند افزایش بیکاری در راستای ماشینی شدن بیشتر کارها در کارخانه‌ها.

### سومین انقلاب صنعتی
انقلاب صنعتی سوم که به اسم انقلاب دیجیتال نیز شناخته می‌شود اواخر قرن ۲۰ام، بعد از پایان دو جنگ جهانی، در نتیجه کاهش پیشرفت‌های فناورانه و صنعتی شدن رخ داد. تولید اولین رایانه z1 در دهه بعد، آغازگر پیشرفت‌های دیجیتال بیشتری بود. پیشرفت چشم‌گیر بعدی با حضور ابررایانه‌ها رخ داد که ارتباطات را در فرایند تولید آسان می‌کردند.

## انقلاب صنعتی چهارم
به‌طور خلاصه انقلاب صنعتی چهارم با بهره‌مندی از فناوری‌هایی مانند اینترنت اشیا، اینترنت اشیا صنعتی، رایانش ابری و هوش مصنوعی درک ما را از دنیای پیرامونمان تغییر خواهد داد.

### ۱۰ روند برتر انقلاب صنعتی چهارم[۹]
- هوش مصنوعی و یادگیری ماشین
- اینترنت اشیا
- کلان داده
- بلاکچین
- رایانش ابری و لبه‌ای
- رباتیک
- ماشین‌های خودران
- شبکه 5G
- ویرایش ژنتیکی
- محاسبات کوانتومی

## هوش مصنوعی
هوش مصنوعی یک نظام یا دیسیپلین علمی می باشد که ترکیبی از رشته‌های مختلف از جمله ریاضیات ، علوم نرم افزاری ، علوم سخت افزاری و … می باشد. در هوش مصنوعی معمولاً از هوشمندی موجود در سیستم‌های طبیعی استفاده می کنند که این هوشمندی کاربرد خودش را در حوزه‌های اجتماعی ، انسانی و سازمان‌ها و جوامع بشری نشان خواهد داد. که هوش مصنوعی در تلاش است که سیستم‌های نرم‌افزاری هوشمند ایجاد کند.
هوش مصنوعی از اوایل سال ۲۰۰۰ سال میلادی به صورت کاربردی در علوم اطلاعات رشد کرده و همچنین امروزه نقش برجسته ای در زندگی انسان ها و فناوری‌های امروزی بازی می کند ، به طوری که فناوری های امروزی بدون وجود هوش مصنوعی بی معنا خواهند بود.

## انواع هوش مصنوعی

### هوش مصنوعی به صورت قوی
به طور معمول دو نوع هوش مصنوعی داریم. هوش مصنوعی را در زمانی تولد خودش ( از اوایل سال ۲۰۰۰ میلادی ) به صورت قوی بررسی می کردند. یعنی زمانی که شرکت ها یا سازمان ها ، سعی می‌کردند یک سیستم هوشمندی رو تولید کنند ، باید تمام اجزای آن هوشمند باشد که به همین خاطر سیستم‌های هوش مصنوعی از تعداد انگشت‌های دست فراتر نمی‌رفت چون شما اگر بخواهید یک سیستم هوشمندی را مثل یک سیستم حقوق و دستمزد و… درست کنید به این صورت مجبور هستید هزینه‌های خیلی زیادی را متحمل شوید.

### هوش مصنوعی به صورت ضعیف
در سال‌های دهه ۷۰ و ۸۰ تحول بزرگی اتفاق افتاد ، هوش مصنوعی از حالت قوی به حالت ضعیف ارتقا پیدا کرد یعنی نیازی نیست که همه اجزا هوشمند باشد. مجموعه مؤلفه‌ها ، وقتی که درکنار یکدیگر جمع می شوند نتیجه آن ها باید یک نتیجه هوشمند ارائه کند. اینکه به سال‌های ۲۰۰۰ رسید و این تحول دوباره تشدید شد و شرکت‌های بزرگ کامپیوتری ، از هوش مصنوعی در حوزه‌های کوچک و کاربردی استفاده کردند.

## کاربردها
صنعت ۴٫۰ در صنعت تولید انقلابی به راه انداخته‌است که منجر به بهبود فرایندها و محصولات شده‌است. در این کارخانه‌های هوشمند سنسورهای پیشرفته، نرم‌افزارهای تعبیه شده و رباتیک به جمع‌آوری داده‌ها کمک می‌کند و با آنالیز این داده‌ها تصمیم‌گیری سریع‌تر انجام می‌شود.
کارخانه هوشمند، مفهومی‌ست که برای توصیف بهره‌مندی از فناوری‌های مختلف برای دستیابی به توان تولیدی بسیار انعطاف‌پذیر و خودسازگار استفاده می‌شود. کارخانه‌های هوشمند با اتصال فرآیندهای مختلف، جریان‌های داده‌ای و تمام ذی‌نفعان (کارگردان خط مقدم، برنامه‌ریزان و …) به روشی ساده به شکل جدیدی از انعطاف‌پذیری و بهره‌وری دست می‌یابند. همزادهای دیجیتال نقشی مهم و اساسی در کارخانه‌های هوشمند ایفا می‌کنند.
اپراتور هوشمند یکی دیگر از مفاهیمی است که در راستای انقلاب صنعتی چهارم شکل گرفته‌است. اپراتور هوشمند با ارائه خدمات فناورانه به صورت کارآمد و مؤثر برای صنایع مختلف به بهبود عملکرد آن‌ها کمک می‌کند. تمرکز این اپراتورها بر فراهم کردن این فناوری‌ها به صورت قابل اعتماد، مقیاس‌پذیر و امن است و اولویت کسب‌وکارشان تمرکز بر هزینه، بهره‌وری و عملکرد است.

## نقش و جایگاه اپراتور صنعت هوشمند در ورود صنایع به صنعت ۴
نتایج بررسی‌ها نشان می‌دهد پیاده‌سازی فناوری‌های صنعت ۴ به تنهایی از عهده صنایعی که بطور تخصصی به طراحی و تولید محصولات صنعتی مشغول هستند، ساخته نیست. تحول دیجیتال در شرکت‌ها و سازمان‌ها ظرایفی دارد که در دنیای امروز، عبور از چالش‌های آن جز با همراهی یک مجموعه فناور در قامت یک شریک راهبردی ممکن نیست. امروزه با بومی‌سازی بسیاری از فناوری‌های تحول آفرین مرتبط با صنعت ۴ در کشور، صنعتگران ایرانی در قالب شرکت‌های دانش‌بنیانی مانند فناپ زیرساخت با حرکت روی مرزهای فناوری بسیاری از دستاوردهای روز انقلاب صنعتی چهارم را در کشور پیاده‌سازی کرده‌اند.

## چالش‌ها
چالش اول اطمینان از این است که مزایای انقلاب صنعتی چهارم عادلانه تقیسم خواهد شد. ثروت و رفاه حاصل از انقلاب‌های صنعتی پیشین غیرعادلانه توزیع شده‌اند و کماکان می‌شوند. چالش دوم، مدیریت اثرات جانبی انقلاب صنعتی چهارم از لحاظ ریسک‌ها و آسیب‌هایی است که در پی دارد. در انقلاب‌های صنعتی پیشین تلاش‌های چندانی برای حفاظت از جمعیت‌های آسیب‌پذیر، محیط زیست و نسل‌های آتی در برابر آسیب‌های حاصل از پیامدهای ناخواسته، هزینه‌های تغییر، تأثیرات ثانویه و … صورت نگرفت. سومین چالش اطمینان از این است که انقلاب صنعتی چهارم انسان فرمان و انسان مدار است. ارزش‌های انسانی باید ذاتاً مورد احترام باشند، نه اینکه با معیارهای مالی سنجیده شوند.

## اثرات
پیش‌بینی می‌شود گسترش فنارهای صنعت نسل چهارم با افزایش خودکار سازی موجب کاهش سطح اشتغال در کشور آلمان شود.